# Hugo Guillamón
Hugo Guillamón Sanmartín (San Sebastian, 31 januari 2000) is een Spaans voetballer die doorgaans als centrale verdediger speelt. Hij stroomde in 2020 door vanuit de jeugd van Valencia. Guillamón debuteerde in 2021 in het Spaans voetbalelftal.

## Clubcarrière
Guillamón doorliep vanaf 2009 alle jeugdelftallen van Valencia. Hij debuteerde in december 2017 in het tweede elftal. Zijn debuut in de hoofdmacht volgde op 22 februari 2020, tijdens een wedstrijd in de Primera División tegen Real Sociedad. Hij mocht dat seizoen nog vijf keer meedoen en werd in 2020/21 basisspeler. Guillamón bereikte in 2021/22 de finale van de Copa del Rey met Valencia. Zijn ploeggenoten en hij verloren die van Real Betis.

## Clubstatistieken
| Seizoen     | Club        | Competitie       | Competitie | Competitie | Beker | Beker | Internationaal | Internationaal | Totaal | Totaal |
| Seizoen     | Club        | Competitie       | Wed.       | Dlp.       | Wed.  | Dlp.  | Wed.           | Dlp.           | Wed.   | Dlp.   |
| ----------- | ----------- | ---------------- | ---------- | ---------- | ----- | ----- | -------------- | -------------- | ------ | ------ |
| 2019/20     | Valencia    | Primera División | 6          | 0          | 0     | 0     | 0              | 0              | 6      | 0      |
| 2020/21     | Valencia    | Primera División | 25         | 1          | 2     | 0     | —              | —              | 27     | 1      |
| 2021/22     | Valencia    | Primera División | 31         | 1          | 6     | 1     | —              | —              | 37     | 2      |
| 2022/23     | Valencia    | Primera División | 25         | 1          | 3     | 0     | —              | —              | 28     | 1      |
| Club totaal | Club totaal | Club totaal      | 87         | 3          | 11    | 1     | 0              | 0              | 98     | 4      |

Bijgewerkt t/m 23 juli 2023.

## Interlandcarrière
Guillamón speelde voor diverse Spaanse nationale jeugdelftallen. Hij won met Spanje –17 het EK –17 van 2017 en bereikte met datzelfde team later dat jaar de finale van het WK –17 van 2017. Met Spanje –19 won hij het EK –19 van 2019 en met Spanje –21 kwam hij tot de halve finale van het EK –21 van 2021. Tijdens alle vier deze toernooien was hij iedere wedstrijd basisspeler. Hij miste alleen de halve finale in 2021 vanwege een schorsing. Guillamón behoorde ook tot de Spaanse selectie die de finale haalde op het EK –21 van 2023. Hierop speelde hij alleen in de derde groepswedstrijd.
Guillamón debuteerde op 8 juni 2021 onder bondscoach Luis de la Fuente in het Spaans voetbalelftal, in een met 4–0 gewonnen oefeninterland tegen Litouwen. In die wedstrijd trof hij eenmaal doel. Bondscoach Luis Enrique nam hem een jaar later mee naar het WK 2022. Hierop speelde hij geen minuut.

## Erelijst
| Competitie            |            |            |            |            |
| Competitie            | Aantal     | Jaren      |            |            |
| Spanje –17            | Spanje –17 | Spanje –17 | Spanje –17 | Spanje –17 |
| --------------------- | ---------- | ---------- | ---------- | ---------- |
| Europees kampioen –17 | 1x         | 2017       |            |            |
| Spanje –19            |            |            |            |            |
| Europees kampioen –19 | 1x         | 2019       |            |            |